# Parti social démocratique (Brésil, 2011)
Ne pas confondre avec l'ancien Parti social démocratique qui exista de 1945 à 1965.
Ne doit pas être confondu avec Parti de la social-démocratie brésilienne.
Le Parti social démocratique (en portugais : Partido Social Democrático, abrégé en PSD) est un parti politique brésilien, fondé par Gilberto Kassab et regroupant des dissidents venant de diverses autres formations : Démocrates, Parti de la social-démocratie brésilienne (PSDB) ou Parti progressiste (PP).

## Historique
Il fait partie du « centrão », un regroupement informel de partis conservateurs réputés opportunistes et souvent corrompus.
Le PSD a soutenu la destitution de Dilma Rousseff.
Il entre au gouvernement de Jair Bolsonaro en 2020.
En 2024 le PSD est le parti administrant le plus grand nombre de municipalités au Brésil (891). Il compte aussi quarante-deux députés, deux gouverneurs et trois ministres au sein du gouvernement Lula (agriculture, pêche et énergie).